# Miguel Jerónimo de Cieza

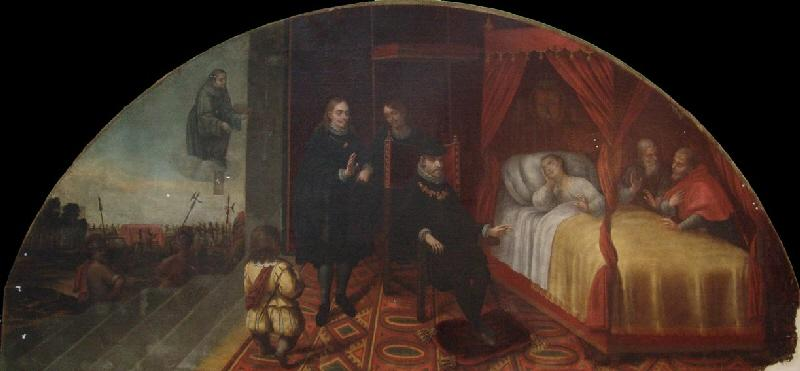
Felipe II visita al príncipe don Carlos durante su enfermedad en Alcalá de Henares, con San Diego de Alcalá intercediendo en el cielo por su curación, óleo sobre lienzo en forma de medio punto (128 x 276,5 cm.), Museo de Bellas Artes de Granada. Obra de infrecuente iconografía, pintada probablemente para el convento franciscano de Granada con fines devocionales pero con el tratamiento propio de un cuadro de historia, en el que se pueden destacar aspectos secundarios como la presencia del bufón.

Miguel Jerónimo de Cieza y Ribera (1611-1685) fue un pintor activo en Granada en cuya escuela de pintura representa la transición desde el primer barroco local, inmune al naturalismo, hasta la introducción de los modelos idealizados de Alonso Cano con el retorno de este a la ciudad en 1652.
De ilustre linaje, según Antonio Palomino, y modesto pintor, en el que se han señalado todavía ecos de los modos de Juan Sánchez Cotán en una obra tan tardía como las Bodas de Caná del Museo de Bellas Artes de Granada, fechada en 1673, Cieza merece ser recordado por su taller, el más importante existente en la ciudad a la llegada de Cano, en el que se formaron o con el que colaboraron, además de sus propios hijos Juan, José y Vicente, los más representativos pintores de aquella escuela, entre ellos Pedro Atanasio Bocanegra y el pintor y poeta Ambrosio Martínez de Bustos, célebre en la ciudad por sus Inmaculadas, o los menos conocidos Felipe Gómez de Valencia y Esteban de Rueda, que luego seguirían la senda de Cano. 
En la obra conocida de Cieza, destinada en su integridad a la iglesia (Adoración de los Reyes en la iglesia del Sagrario y el convento de San Bernardo; Piedad, firmada en 1668, en la iglesia parroquial de San Pedro y San Pablo, todas de Granada), la influencia dominante será siempre la flamenca a la que llegó a través de estampas y, acaso, por el contacto con Pedro de Moya y Miguel Manrique, junto a unas preocupaciones esteticistas que parecen derivar de Sánchez Cotán, y que serían las responsables en último extremo del rígido tratamiento que dio a sus figuras, como resulta patente en obras como El Papa Nicolás V visita el cuerpo de san Francisco de Asís (1658, Museo de Bellas Artes de Granada).